# Abito da donna

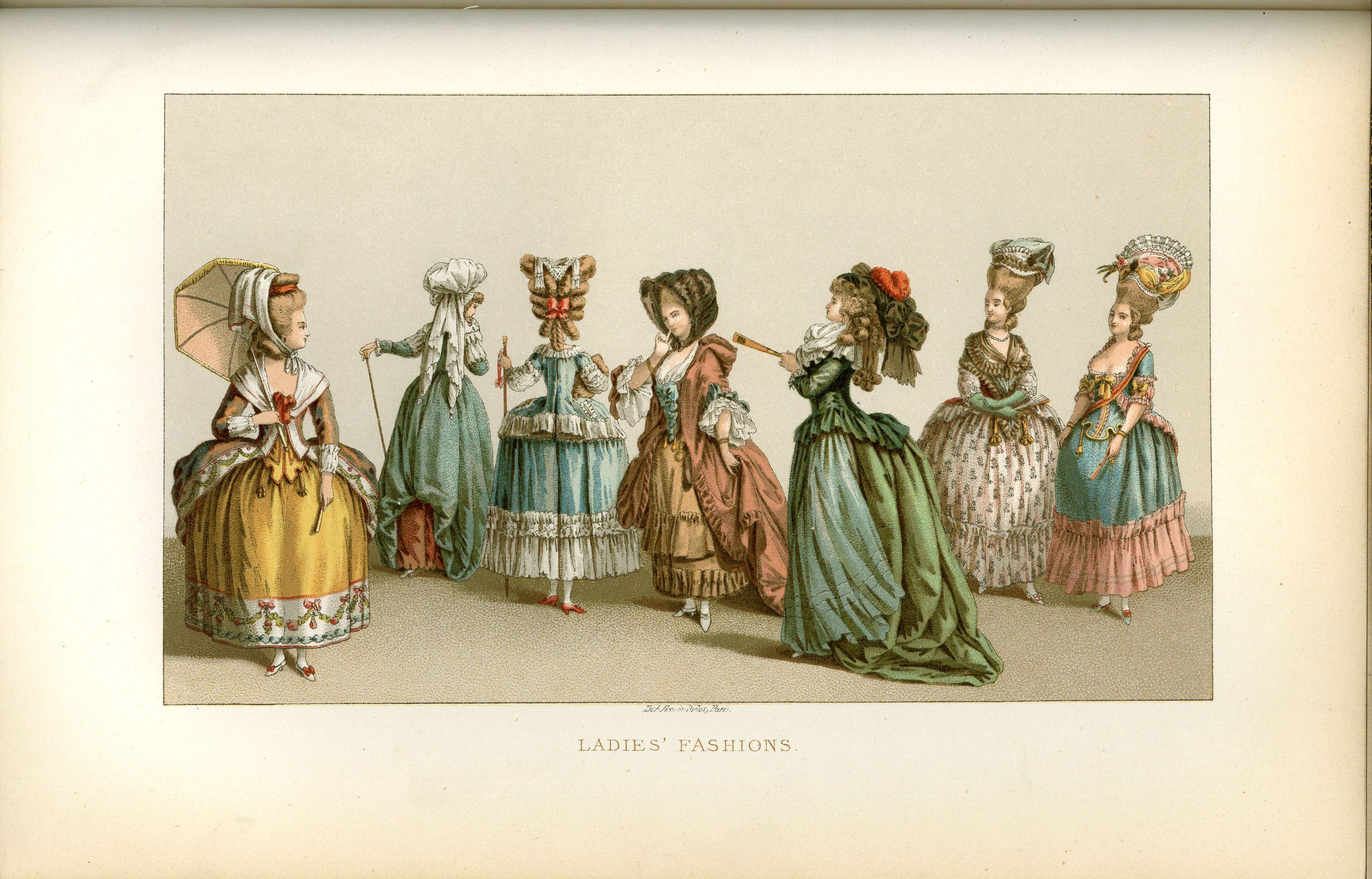

Un vestito da donna è un indumento in un unico pezzo con aggiunta una gonna, che copre il corpo dalle spalle alle gambe. 
Anche se i tessuti e il taglio di un abito da donna variano molto a seconda del modello (che può essere con o senza maniche e più o meno lungo sulle gambe), tipicamente l'abito è composto da una gonna e un bustino, cuciti insieme in modo da formare un unico pezzo. Si infila dalla testa sfruttando lo scollo o una cerniera.

## Storia
In Europa fin dal Rinascimento gli abiti di questa foggia sono utilizzati solo nella moda femminile; questo non è tuttavia vero per culture diverse da quella occidentale, dove gli uomini sono soliti indossare vestiti di questo tipo. Tra gli altri esempi, ricordiamo i cinesi fino all'inizio del XX secolo.
Fino al XIX secolo incluso, l'abito da donna includeva collari dalle dimensioni sproporzionate, oppure stecche che conferivano rigidità al tessuto, al fine di impedire movimenti agili e sottolineare il ruolo della donna nella società. Solo dopo la prima guerra mondiale le forme dell'abito si semplificano al fine di lasciare maggiore libertà di movimento o di sottolineare le curve di chi lo indossa. 
Sempre verso il 1920, gli abiti iniziano a lasciar intravedere le caviglie, suscitando numerosi scandali.

## Utilizzo
Nella maggior parte dei codici di abbigliamento formale delle culture occidentali, un abito di stile appropriato è obbligatorio per le donne. Sono anche molto popolari per le occasioni speciali come le feste di laurea o i matrimoni. Per queste occasioni, insieme a una camicetta e a una gonna, rimangono l'abbigliamento standard de facto per molte ragazze e donne. 

### Abito da cerimonia
Nei Paesi occidentali, un codice di abbigliamento "formale" o cravatta bianca implica solitamente il frac per gli uomini e l'abito da sera intero con guanti da opera per le donne. Gli abiti più formali per le donne sono gli abiti da ballo a figura intera o gli abiti da sera con guanti da sera. Alcuni eventi con cravatta bianca richiedono alle donne di indossare guanti lunghi sopra il gomito. 

### Abito base
Un abito basic è di solito un abito di colore scuro dal design semplice che può essere indossato con accessori diversi per occasioni diverse. Vari tipi di gioielli, cinture, sciarpe e giacche possono essere indossati con l'abito principale per abbellirlo o abbassarlo. Il tubino nero è un esempio di abito base. 

### Abito stretto
Un abito attillato è un abito che aderisce alla figura, spesso cucito con un materiale elasticizzato. Il nome deriva da "body confidence" o, originariamente, "body consciousness", tradotto in giapponese negli anni '80 come "bodycon". 

### Abito da sera
L'abito da sera è un vestito indossato appositamente per una festa. I diversi tipi di feste, come baby shower, cocktail party, garden party e feste in costume, richiedono solitamente stili di abbigliamento diversi. Uno degli stili classici di abito da sera per le donne nella società moderna è il tubino nero.

## Galleria d'immagini

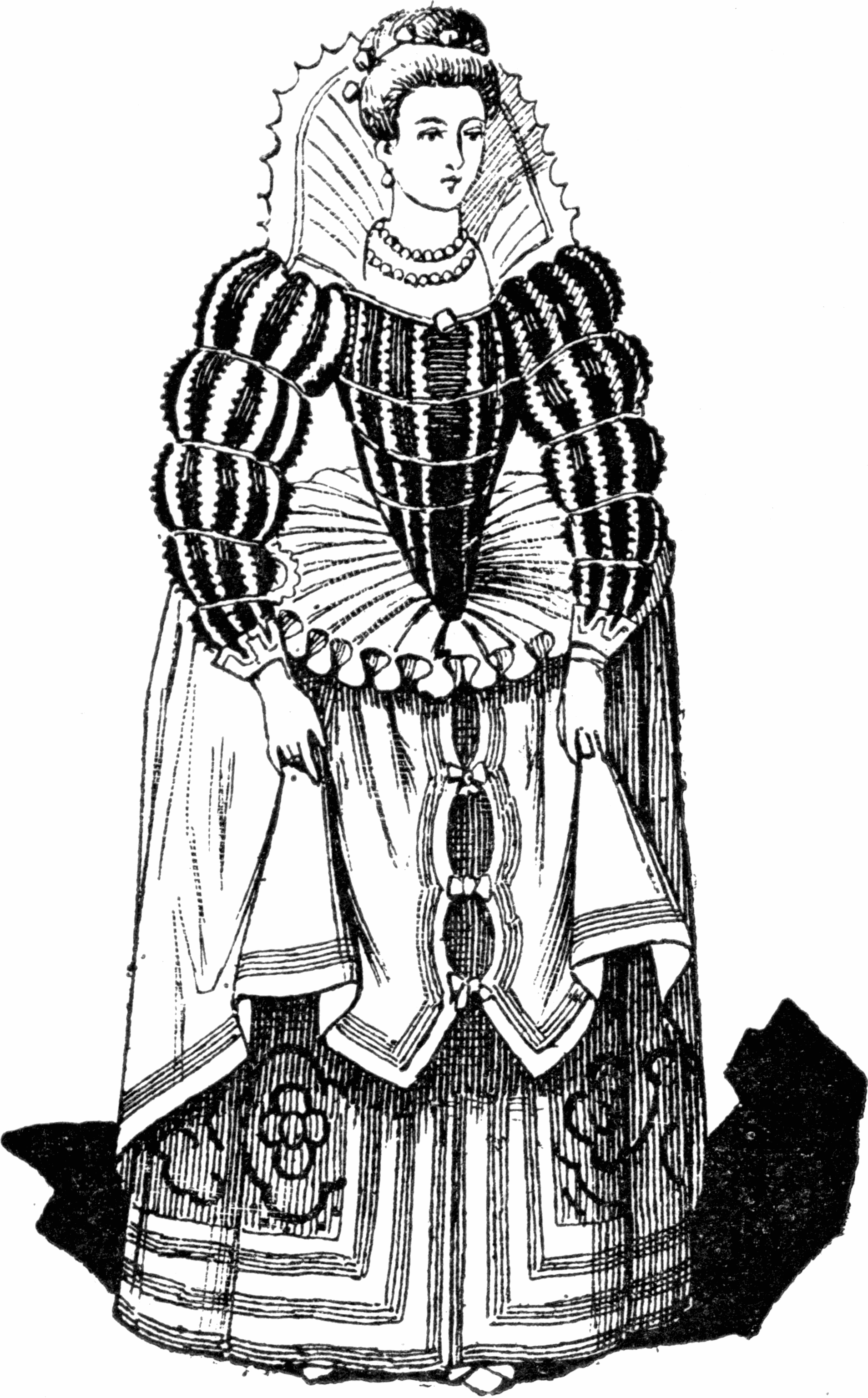
Abito del XVI secolo
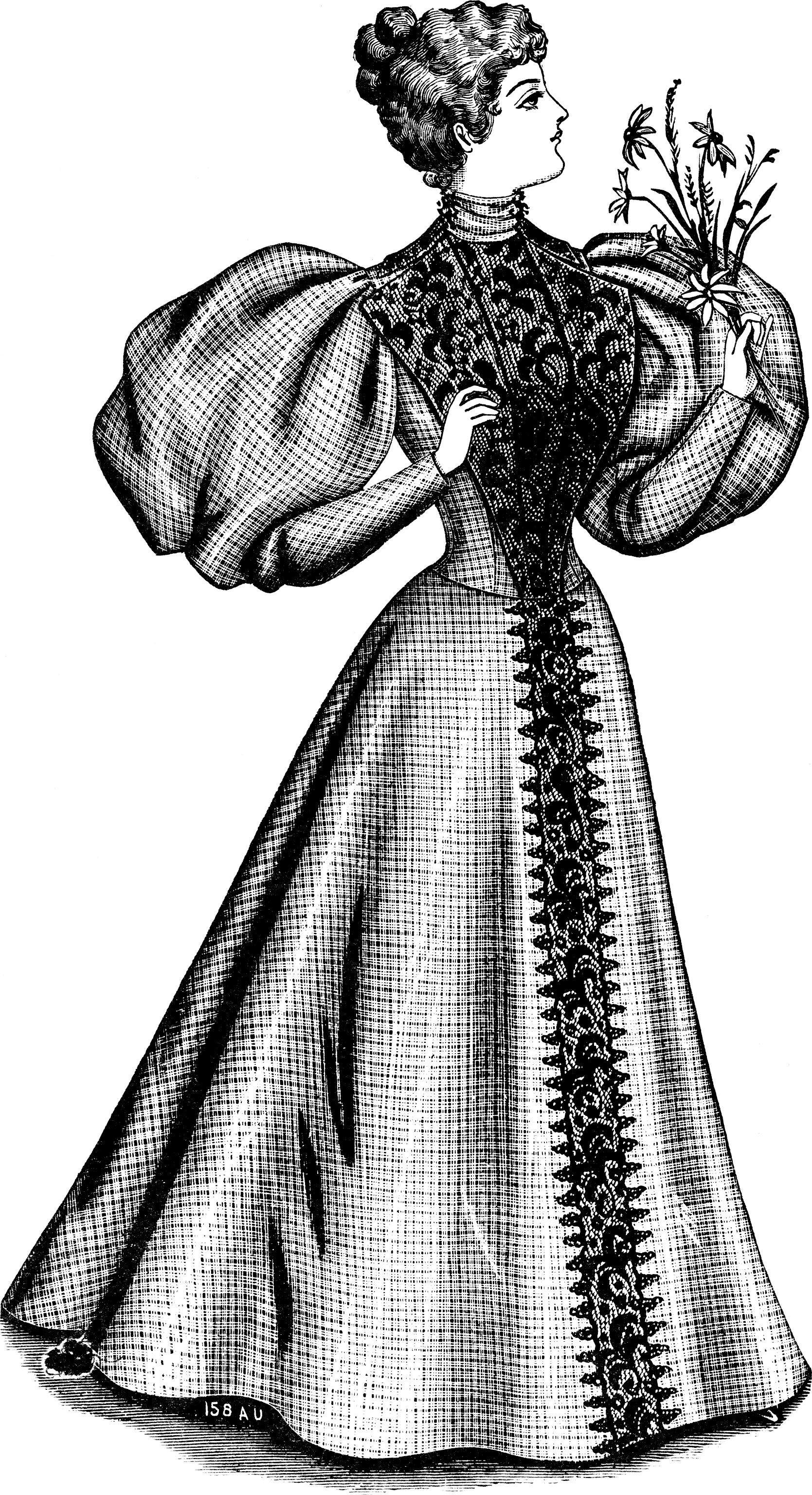
Abito del 1895
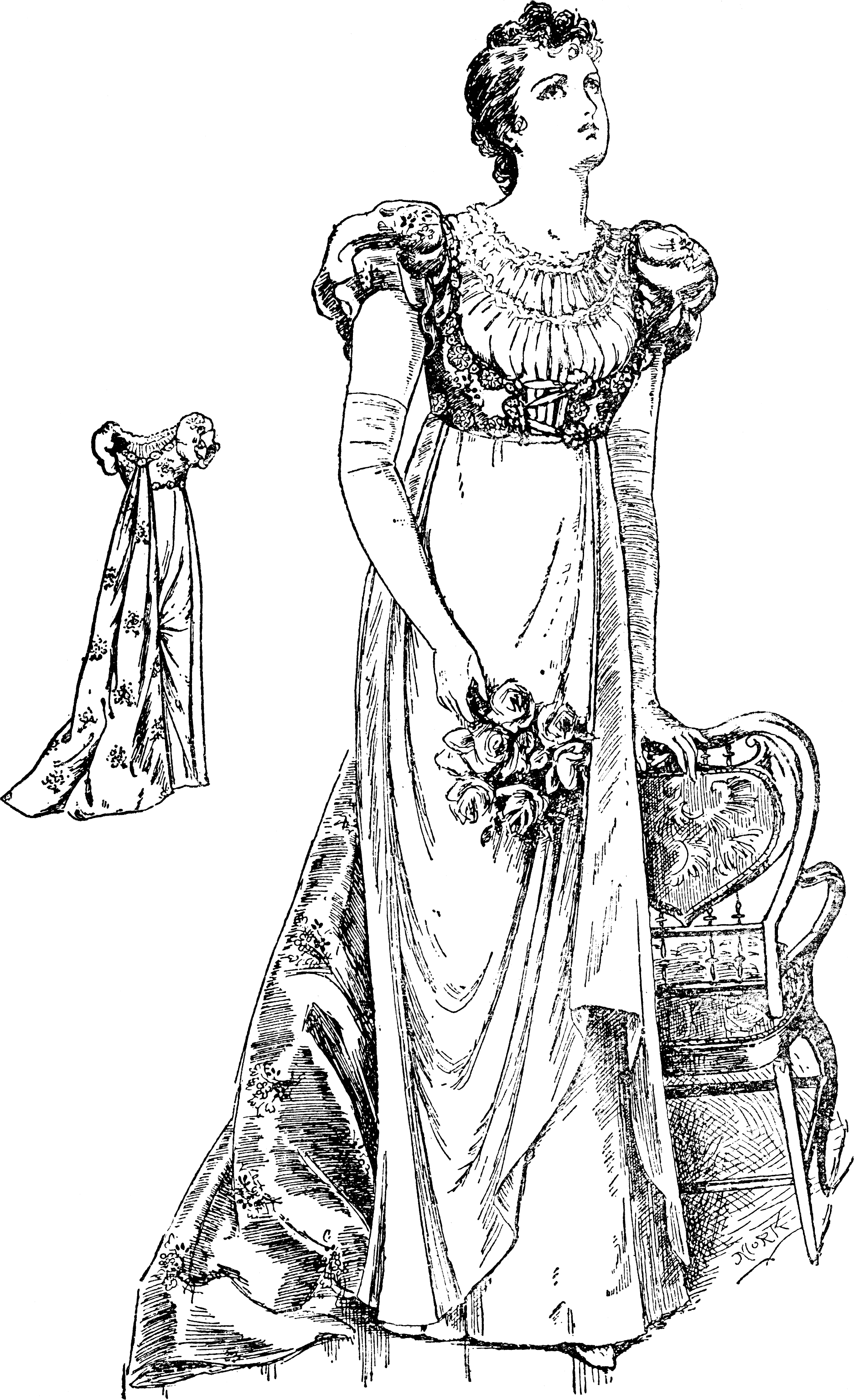
Abito del 1898
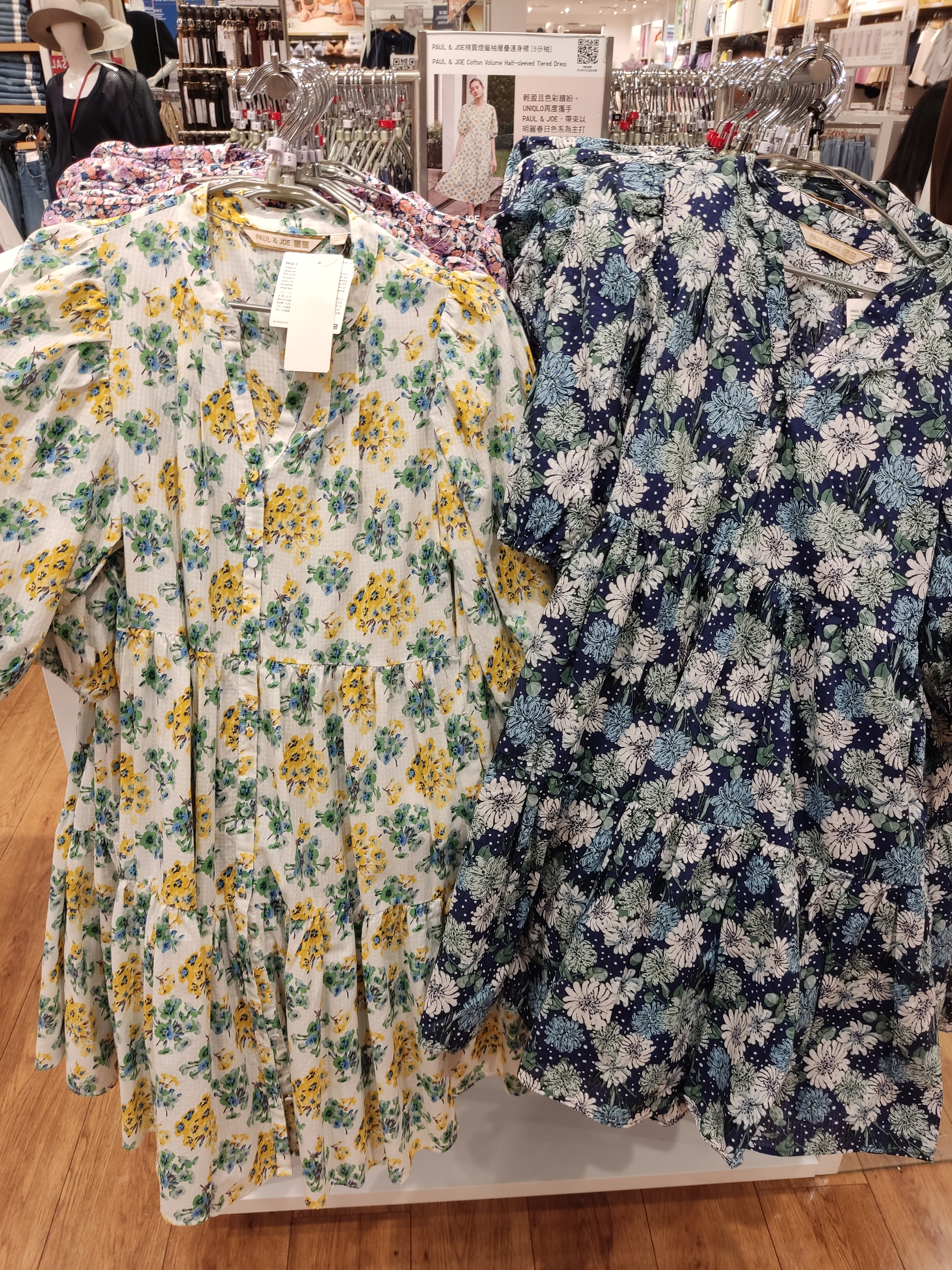
Abiti moderni di media lunghezza (midi)